# Барбареско

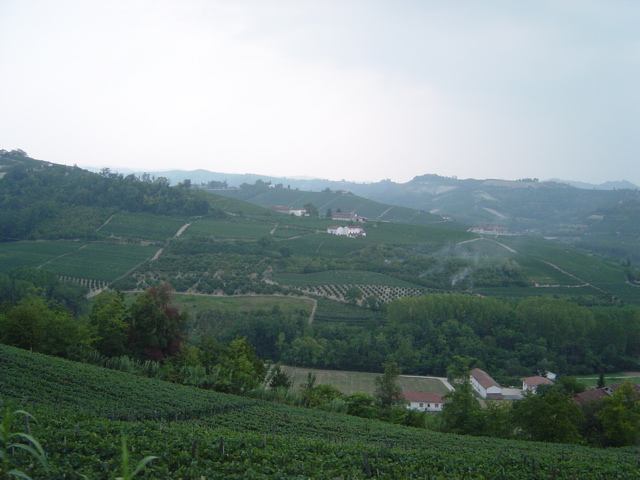
Виноградники Барбареско

Сбор Неббиоло для Барбареско

Барбареско (итал. Barbaresco) — итальянское красное сухое вино, производимое в регионе Пьемонт и получившее высшую категорию качества (DOCG) через полгода после её создания (в 1980 году). По своим характеристикам близко к Бароло, которое производится по соседству и также принадлежит к числу самых элитных вин Европы.
Производится из винограда Неббиоло, собранного с виноградников, расположенных на территории муниципалитетов Барбареско, Треизо и Нейве. Эта территория составляет лишь одну треть от виноградников Бароло, поэтому Барбареско реже встречается в продаже. Вариативность вин Барбареско также меньше, чем в случае с Бароло.
Виноградники Барбареско расположены дальше от гор и ближе к морскому побережью, поэтому ягоды там созревают чуть раньше, чем виноград, используемый для получения Бароло. Соответственно, танины в ягодах слегка менее выражены, что позволяет выдерживать данное вино на год меньше, чем Бароло. 
Необходимая выдержка в дубовой бочке — минимум 9 месяцев (обычно практикуется 2 года, а для высшей категории Riserva — 4 года). Минимальное содержание алкоголя — 12,5 % (обычно на градус выше). Барбареско раньше становится годным для употребления, но, соответственно, не пригодно для столь длительного хранения, как Бароло.
Во многом Барбареско обязано своей высокой репутацией инновационным подходам семейства Гайя. Анджело Гайя (род. 1940), например, стал обрабатывать бочки специальным образом, чтобы снизить содержание в вине танинов. Американский журнал The Wine Spectator назвал его Барбареско 1985 года урожая лучшим вином, когда-либо произведённым в Италии.